# Lethrus geminatus
Lethrus geminatus is een keversoort uit de familie mesttorren (Geotrupidae). De wetenschappelijke naam van de soort werd in 1882 gepubliceerd door Ernst Gustav Kraatz.